# Wereldkampioenschappen schaatsen afstanden 2021 - 1500 meter vrouwen
De 1500 meter vrouwen op de wereldkampioenschappen schaatsen afstanden 2021 werd gereden op zondag 14 februari 2021 in het ijsstadion Thialf in Heerenveen, Nederland.
Titelverdediger was Ireen Wüst, die dit keer vijfde werd. De titel ging – zeer verrasend – naar de Noorse Ragne Wiklund, voor Brittany Bowe en Jevgenia Lalenkova. Ragne Wiklund is de eerste Noorse vrouw die wereldkampioen op een afstand wordt.

## Uitslag
| #      | Schaatser              | Land                  | Tijd       |
| ------ | ---------------------- | --------------------- | ---------- |
| Goud   | Ragne Wiklund          | Noorwegen             | 1.54,61 pr |
| Zilver | Brittany Bowe          | Verenigde Staten      | 1.55,03    |
| Brons  | Jevgenia Lalenkova     | Russian Skating Union | 1.55,09    |
| 4      | Antoinette de Jong     | Nederland             | 1.55,36    |
| 5      | Ireen Wüst             | Nederland             | 1.55,88    |
| 6      | Natalia Czerwonka      | Polen                 | 1.55,89(2) |
| 7      | Jelizaveta Goloebeva   | Russian Skating Union | 1.55,89(8) |
| 8      | Jekaterina Ajdova      | Kazachstan            | 1.56,07    |
| 9      | Melissa Wijfje         | Nederland             | 1.56,31    |
| 10     | Nadezjda Morozova      | Kazachstan            | 1.57,02    |
| 11     | Darja Katsjanova       | Russian Skating Union | 1.57,07    |
| 12     | Francesca Lollobrigida | Italië                | 1.57,29    |
| 13     | Valérie Maltais        | Canada                | 1.57,41    |
| 14     | Nikola Zdráhalová      | Tsjechië              | 1.58,60    |
| 15     | Karolina Bosiek        | Polen                 | 1.58,69    |
| 16     | Béatrice Lamarche      | Canada                | 1.58,99    |
| 17     | Jekaterina Sloeva      | Wit-Rusland           | 2.00,02    |
| 18     | Sofie Karoline Haugen  | Noorwegen             | 2.00,16    |
| 19     | Mareike Thum           | Duitsland             | 2.00,23    |
| 20     | Ida Njåtun             | Noorwegen             | 2.00,25    |
| 21     | Abigail McCluskey      | Canada                | 2.01,25    |
| 22     | Linda Rossi            | Italië                | 2.01,99 pr |
| 23     | Tatjana Michajlova     | Wit-Rusland           | 2.04,10    |
| 24     | Sandrine Tas           | België                | 2.05,15    |

1996 · 
1997 · 
1998 · 
1999 · 
2000 · 
2001 · 
2003 · 
2004 · 
2005 · 
2007 · 
2008 · 
2009 · 
2011 · 
2012 · 
2013 · 
2015 · 
2016 · 
2017 · 
2019 · 
2020 · 
2021 · 
2023 · 
2024 · 
2025